# Seeing Nellie Home
Seeing Nellie Home è una comica muta del 1924 diretta da Leo McCarey con protagonista Charley Chase. Solo 6 dei 10 minuti di durata sono disponibili
Il film fu distribuito il 27 luglio 1924.

## Trama
Jimmy Jump si comporta da gentiluomo accompagnando una bella signora alla sua porta ma non sa che ella è sposata e che suo marito porta una pistola.

## Produzione
Il film fu prodotto dalla Hal Roach Studios.

## Distribuzione
Distribuito dalla Pathé Exchange, il film - un cortometraggio in una bobina, uscì nelle sale USA il 27 luglio 1924.